# W 리액션
W 리액션(W Reaction)는 2010년 10월 13일에 출시된 SK텔레시스의 첫 번째 스마트폰이다. 구글의 안드로이드 2.2 프로요를 탑재하였으며, 8 GB 마이크로 SD 외장 메모리를 기본 제공한다. 구글 지도와 SK텔레콤의 내비게이션 서비스인 티맵이 기본 탑재된다.